# أدونيس فرياس
أدونيس فرياس (بالإسبانية: Adonis Frías)‏ هو لاعب كرة قدم أرجنتيني في مركز الدفاع، ولد في 17 مارس 1998 في فلورنسيو فاريلا في الأرجنتين. لعب مع ديفنسا خوستيكا ولوس أنديس.

## وصلات خارجية
- أدونيس فرياس على موقع قاعدة بيانات كرة القدم.إي يو (الإنجليزية)
- أدونيس فرياس على موقع Soccerway.com (الإنجليزية)